# ACS Sepsi OSK Sfântu Gheorghe
ACS Sepsi OSK Sfântu Gheorghe is een Roemeense voetbalclub uit Sfântu Gheorghe.
De club werd in 2011 opgericht door László Diószegi die zelf fan was van de in 2007 verdwenen club Oltul SK. De club kent veel Hongaarse invloeden en de naam Sepsi verwijst naar Sepsiszentgyörgy, de Hongaarse naam voor Sfântu Gheorghe. In 2012 werd direct de poule in de Liga V gewonnen en in 2014 herhaalde de club dat in de Liga IV. In 2016 werd Sepsi OSK kampioen in de Liga III. In het seizoen 2016/17 evenaarde de club de beste prestatie van het voormalige Oltul SK met een tweede plaats in de Liga 2. Hierdoor werd Sepsi OSK de eerste club uit het district Covasna die naar de Liga 1 promoveerde. In de Liga 1 speelt Sepsi OSK in het Stadionul Tineretului in Brașov.

## Eindklasseringen
| 1 |

| 2 |

| 1 |

| 3 |

| 1 |

| 2 |

| 9 |

| 6 |

| 9 |

| 4 |

| 7 |

| 6 |

| 5 |

| 15 |

| Liga 1 | Liga 2 | Liga III | Liga IV | Liga V |

## In Europa
Uitslagen vanuit gezichtspunt Sepsi OSK
| Seizoen                                                    | Competitie        | Ronde | Land                | Club               | Totaalscore  | 1e W    | 2e W       | PUC |
| ---------------------------------------------------------- | ----------------- | ----- | ------------------- | ------------------ | ------------ | ------- | ---------- | --- |
| 2021/22                                                    | Conference League | 2Q    | Vlag van Slowakije  | FC Spartak Trnava  | 1-1 (3-4 ns) | 0-0 (U) | 1-1 nv (T) | 1.0 |
| 2022/23                                                    | Conference League | 2Q    | Vlag van Slovenië   | Olimpija Ljubljana | 3-3 (4-2 ns) | 3-1 (T) | 0-2 nv (U) | 1.0 |
|                                                            |                   | 3Q    | Vlag van Zweden     | Djurgårdens IF     | 2-6          | 1-3 (T) | 1-3 (U)    | 1.0 |
| 2023/24                                                    | Conference League | 2Q    | Vlag van Bulgarije  | CSKA Sofia         | 6-0          | 2-0 (U) | 4-0 (T)    | 4.0 |
|                                                            |                   | 3Q    | Vlag van Kazachstan | Aqtöbe FK          | 2-1          | 1-1 (T) | 1-0 (U)    | 4.0 |
|                                                            |                   | PO    | Vlag van Noorwegen  | FK Bodø/Glimt      | 4-5          | 2-2 (T) | 2-3 nv (U) | 4.0 |
| Totaal aantal behaalde punten voor UEFA coëfficiënten: 6.0 |                   |       |                     |                    |              |         |            |     |

Zie ook
- Deelnemers UEFA-toernooien Roemenië
- Ranglijst van alle clubs die in de diverse Europa Cups zijn uitgekomen

## Bekende (oud-)spelers
- Anass Achahbar
- Stefan Aškovski
- Admir Bajrovic
- Ronaldo Deaconu
- Kevin Luckassen
- Hilal Ben Moussa

CS Afumati ·
Metaloglobus Boekarest ·
CSA Steaua Boekarest ·
Metalul Buzău ·
Ceahlăul Piatra Neamț ·
Concordia Chiajna ·
U Craiova ·
CSC Dumbrăvița ·
CSM Focșani ·
Corvinul Hunedoara ·
Csíkszereda Miercurea Ciuc ·
Mioveni · 
Câmpulung Muscel ·
FC Bihor Oradea (2022) ·
Argeș Pitești ·
Reșița ·
CSC 1599 Șelimbăr ·
CSM Slatina ·
ACS Viitorul Târgu Jiu ·
Chindia Târgoviște · 
Unirea Ungheni ·
Voluntari